# Каннингем, Аллан (ботаник)
Аллан Каннингем (англ. Allan Cunningham; 13 июля 1791 — 27 июня 1839) — английский ботаник, брат Ричарда Каннингема. Собирал и изучал флору Австралии и отчасти Новой Зеландии.
Каннингем был отправлен в Австралию в качестве ботаника-собирателя, однако по дороге в течение 1814—1816 годов он находился в Бразилии, где работал совместно с Джеймсом Боуи. В Австралии Каннингем присоединился к экспедиции Джона Оксли  на реки Локлан и Маккуори (1817), затем к исследованиям побережья Филлипа Кинга (1817-1822). В 1824 году он опять присоединился к Джону Оксли в экспедиции к заливу Моретон и реке Брисбен. Работал в Новой Зеландии (1826), острове Норфолк (1830). Каннингем считается одним из основателей австралийского штата Квинсленд. В 1831 году он ненадолго вернулся в Великобританию, работу в Австралии он продолжил в 1835 году, когда был назначен управляющим Ботанического сада Сиднея (1836-1838 годы).
Одна из работ Каннингема «Florae insularum Novae-Zeelandiae Praecursor» (1836).
В честь учёного и его брата назван нотофагус Каннингема, представитель флоры юго-востока Австралии и Тасмании.